# Szundai halászbagoly

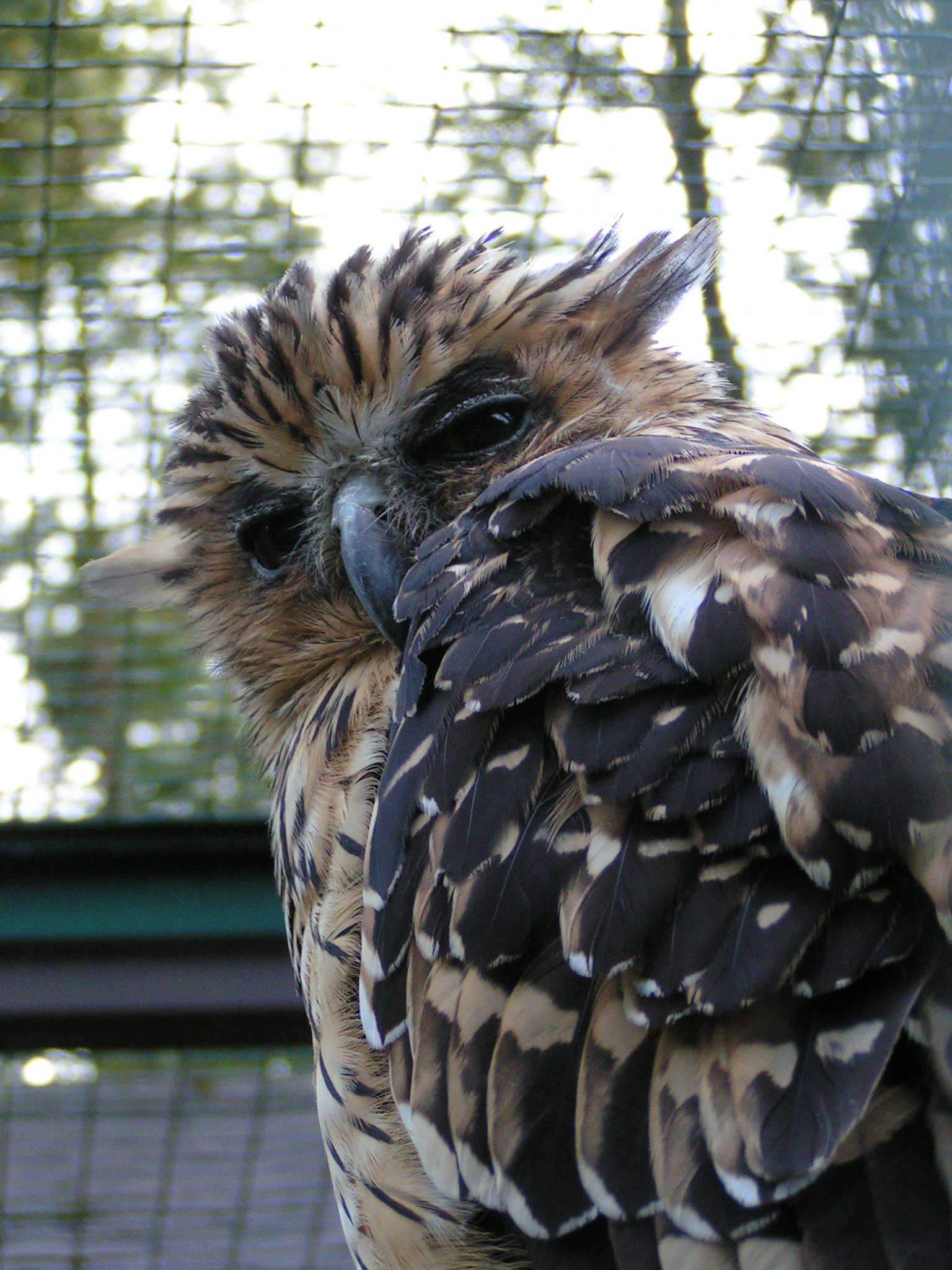
Portré

A szundai halászbagoly (Ketupa ketupu) a madarak osztályának a bagolyalakúak (Strigiformes) rendjéhez, ezen belül a bagolyfélék (Strigidae) családjához tartozó faj.
Egyes rendszerbesorolások a Bubo nembe sorolják Bubo ketupu néven.

## Előfordulása
Brunei, Kambodzsa, a Kókusz (Keeling)-szigetek, India, Indonézia, Laosz, Malajzia, Mianmar, Szingapúr, Thaiföld és Vietnám területén honos. Folyók melletti erdők lakója.

## Alfajai
- Ketupa ketupu aagaardi (Oscar Neumann, 1935)- India államai közül Nyugat-Bengál és Asszám, Banglades, Mianmar, Thaiföld és Vietnám
- Ketupa ketupu ketupu - a Maláj-félsziget, Szumátra, a Riau-szigetek, Belitung, Jáva, Bali és Borneó középső és déli része
- Ketupa ketupu pageli (Oscar Neumann,  1935) - Borneó északi része
- Ketupa ketupu minor (Johann Büttikofer, 1896) - Nias sziget

## Megjelenése
Testhossza 42 centiméter. Tollpamacsot visel a fején. Csupasz lábain hosszú görbe karmok vannak.

## Életmódja
Éjaszakai vadász, röpte nem olyan csöndes, mint a többi bagolyfajé. A víz felszínéről karmával ragadja el halakból álló táplálékát, de hüllőket, kétéltűeket, madarakat és nagyobb rovarokat is fogyaszt.

## Szaporodása
Béleletlen faodvakban, vagy más madarak által elhagyott fákon lévő fészekben költ.